# Wilhelm von Blandowski
Wilhelm (William) von Blandowski (* 21. Januar 1822 in Gleiwitz, heute Polen; † 18. Dezember 1878, Bunzlau) war ein deutscher Bergbauingenieur und Zoologe mit einem Schwerpunkt in der Erforschung von Fischarten Australiens.

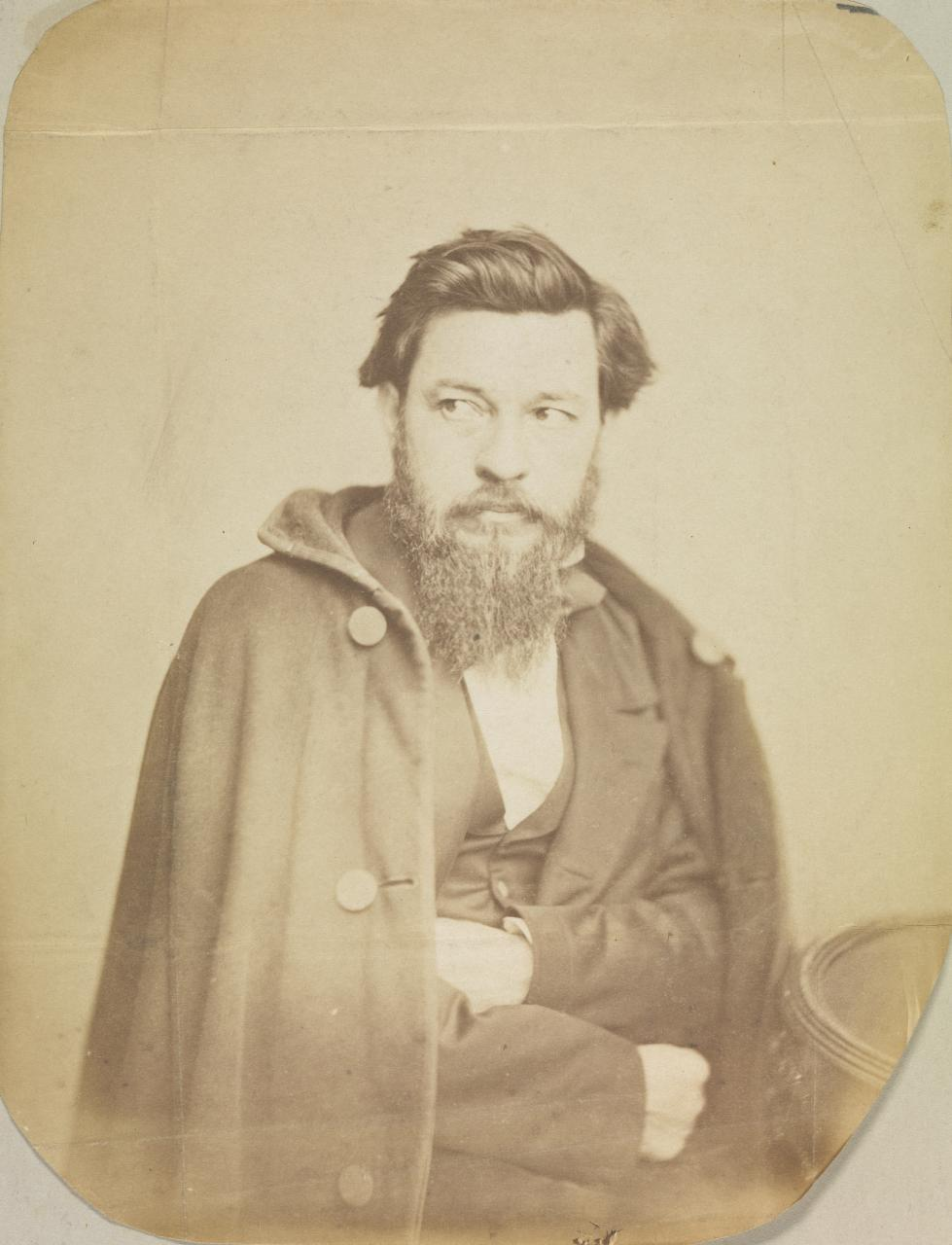
William Blandowski

## Herkunft

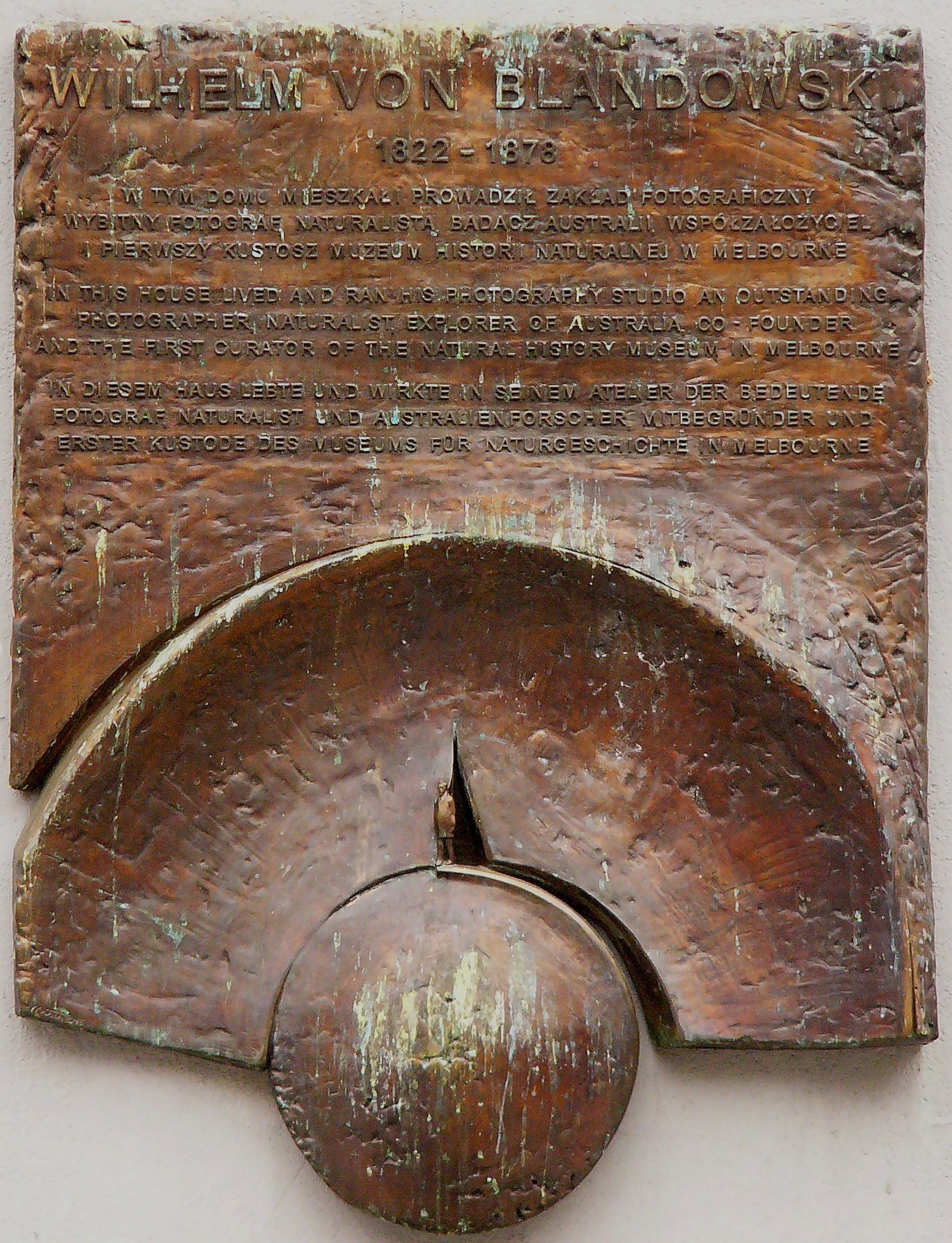
Gedenktafel für Wilhelm von Blandowski am Haus Bankowa 4 in der Gleiwitzer Altstadt

Blandowski stammte aus einem im 18. Jahrhundert aus Polen nach Oberschlesien gekommenen Adelsgeschlecht, das ursprünglich römisch-katholisch war, mit dem Eintritt nach Preußen zur evangelisch-lutherischen Kirche konvertierte und in den preußischen Staatsdienst trat. Er war der jüngste Sohn von elf Kindern des (Johann) Felix von Blandowski – Oberstleutnant der preußischen Armee, Ritter des Ordens pour le mérite und zuletzt Kommandant des 2. Schlesischen Landwehr-Infanterieregiments in Gleiwitz – und seiner Frau Leopoldine, geborene Woyrsch, einem deutschen Uradelsgeschlecht aus Südböhmen, das ab etwa 1500 im schlesischen Troppau (Österreichisch-Schlesien) war. Von 1839 bis 1840 ging Wilhelm von Blandowski auf die Bergbauschule in Tarnowitz bei Gleiwitz, anschließend arbeitete er in der Königsgrube in Königshütte.

## Australien

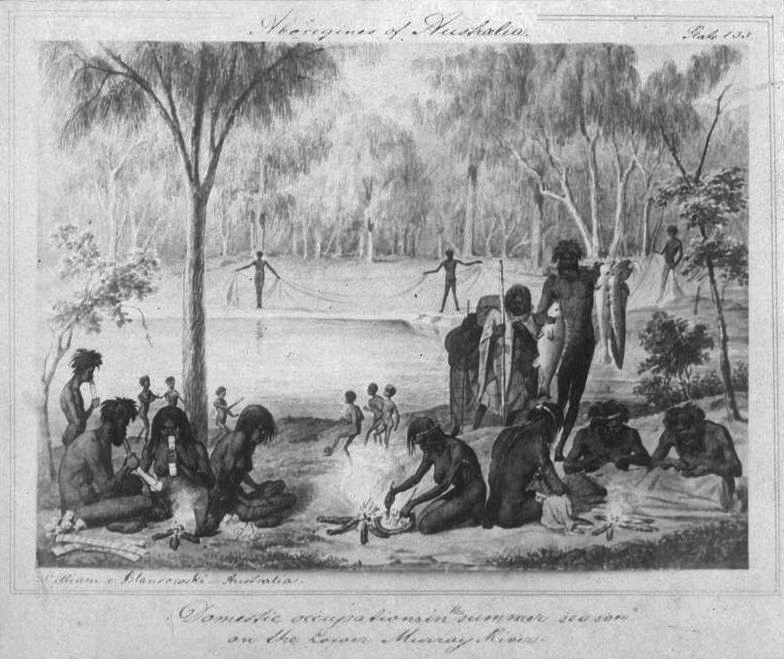
Einheimische Szenerie der Ureinwohner (Radierung des Tiermalers Gustav Mützel 1857 nach einer Zeichnung Blandowskis; siehe auch die Teilansicht Marn Grook: Name des frühen australischen Fußballspiels).

Blandowski ging im Jahre 1849 nach Australien und auf seinen Schiffsreisen kam er nach Adelaide, Sydney und Cape York Peninsula. Er fand Gold bei Castlemaine und verbesserte dort die Technik einer Wasserpumpe, die dadurch eine höhere Leistung erzielte. 
Er war einer der Gründer der Geological Society of Victoria im Jahre 1852 und der erste Wissenschaftler, der am 1. April 1854 an das Victorian Museum berufen wurde. Von 1856 bis 1857 führte er die 12 Monate dauernde Blandowski-Expedition – eine wissenschaftliche Expedition – bis zum Zusammenfluss von Murray River und Darling River im Murray-Darling-Becken mit seinem Assistenten Gerard Krefft durch, einem Braunschweiger. Dabei sammelte er eine Reihe Spezies von Säugetieren, Vögeln und Fischen für das Naturkundemuseum von Victoria. Drei Exponate von Blandowski befinden sich in Berlin.
Zur 150-Jahr-Feier wurde in Australien im Jahre 2007 eine Ausstellung durchgeführt, wobei Bilder ausgestellt wurden. Auf einem 150 Jahre alten Aquarell von Krefft wurde die erste Abbildung eines Fußballspiels von Aborigines in Australien entdeckt. Auf dem Bild ist auch erkennbar, dass die Aborigines mit Netzen fischten. Das Aquarell lag in Australien nur als Kopie eines Fotos vor, weil das Original während des Zweiten Weltkriegs verloren ging und es lediglich noch zwei Originalfotos in Berlin und in Cambridge gibt. Blandowski lebte etwa neun Monate mit dem Stamm der Aborigines der Nyeri Nyeri zusammen, die ihm bei seiner Suche zu großem Erfolg verhalfen.
Blandowski war Mitglied der Kommission der Royal Society of Victoria, die die Expedition von Burke und Wills vorbereitete. 
Um ihn entstand eine heftige Kontroverse, da er in einer Veröffentlichung der Royal Society zwei neu entdeckte Fische nach bekannten Mitgliedern der Royal Society of Victoria benannte, einer war Mitglied einer bedeutenden Religionsgemeinschaft und ein anderer war ein Physiker in Melbourne. Einer davon hieß Slimy, den er als schlüpfrigen Fisch bezeichnete, der im Schlamm lebt (Slimy, slippery fish. Lives in the mud). Daraufhin wurde verlangt, dass die gesamte Veröffentlichung vernichtet wird. Aufgrund dieser Auseinandersetzung verlor er das Interesse an Australien und ging im Jahre 1859 nach Europa zurück.

## Rückkehr
Blandowski gab ein Fotoalbum „Australien in 142 photographischen Abbildungen“ im Jahre 1862 bei der Gleiwitzer Buchdruckerei Gustav Neumanns heraus, wovon sich ein Exemplar in der Berliner Staatsbibliothek befindet. Um 1865 trat er auch der Société française de Wothlytypie bei und erhielt von dieser die Lizenz zur Anfertigung von Bildern nach dem neuartigen Wothlytypie-Verfahren.
Er starb 1878 in Bunzlau in einer Nervenheilanstalt.

## Dedikationsnamen
Nach ihm benannt sind die Fischgattungen Blandowskius und der im Murray River vorkommende Zander Blandowskiella.